# قصعين حرشفي
قصعين حرشفي (الاسم العلمي:Salvia scabrida) هو نوع من النباتات يتبع جنس القصعين من الفصيلة الشفوية.